# DND (singolo)
DND (acronimo di Do Not Disturb) è un singolo del rapper statunitense Polo G, pubblicato il 10 aprile 2020 come terzo estratto dal secondo album in studio The Goat. È stato prodotto da WayneOnABeat e scritta da Polo G e dal produttore.

## Descrizione
Lake Schatz di Consequence ha descritto il brano come "Polo G che chiude fuori il mondo e annega nei suoi pensieri oscuri". Dal punto di vista dei testi, la canzone lo vede "borbottare tristemente" e parlare "brutti sentimenti assortiti" come l'isolamento e il tradimento. Polo G canta: "Snakes in the grass, watch out for rats and all the feline / I cut everybody off, keep hittin' decline / I swear these painkillers got me on the deep vibe / Miss the old days, got me wishin' I could rewind." ("Serpenti nell'erba, attenti alle spie e a tutti i felini / Ho tagliato tutti fuori, continuo ad avvicinarmi al declino / Giuro che questi antidolorifici mi hanno portato nell'atmosfera profonda / Mi mancano i vecchi tempi, mi auguro di poter riavvolgere").

## Video musicale
Un video musicale di accompagnamento è uscito in concomitanza con il singolo. Diretto da Jordan Wozy, il video inizia con Polo G che mette il suo telefono in modalità di non disturbo e conta i soldi. È rinchiuso in una casa vuota e fa un viaggio notturno da solo.

## Tracce
Testi e musiche di Taurus Bartlett e Dewayne Kennemer.
1. DND – 2:48

## Classifiche
| Classifica (2021) | Posizione massima |
| ----------------- | ----------------- |
| Stati Uniti       | 84                |